# Epania adustata
Epania adustata là một loài bọ cánh cứng trong họ Cerambycidae.